# Heinrich Benno Möschler
Heinrich Benno Möschler, född den 28 oktober 1831 i Herrnhut, död den 21 november 1888 i Kronförstchen bei Bautzen, var en tysk entomolog som specialiserade sig på fjärilar.
Auktorsnamnet Möschl. kan användas för Heinrich Benno Möschler i samband med ett vetenskapligt namn inom zoologin; se Wikipedia-artiklar som länkar till auktorsnamnet.